# Les Guerriers du Chalco
 (mars 2024).
Les Guerriers du Chalco est un roman-poème d'Hubert Juin publié en 1976.

## Édition
- Les Guerriers du Chalco, Paris, Belfond, 189 p. (ISBN 2-7144-1063-4, lire en ligne).